# Sleeping in My Car
«Sleeping in My Car» ("Durmiendo en mi coche") es el primer sencillo del quinto trabajo discográfico del dúo sueco Roxette. La canción fue escrita por Per Gessle.

## Producción
Cuando Roxette se encontraba a punto de editar su quinto álbum de estudio Crash! Boom! Bang! Per Gessle apareció con una nueva canción que había compuesto en medio del cierre de las sesiones de grabación de dicho álbum. Fue arreglada en poco tiempo y tras el buen resultado, EMI decidió editarla como primer sencillo de la nueva placa.
En el mítico show que Roxette dio en China en 1995, las autoridades de ese país accedieron a dar el permiso bajo una serie de condiciones, una de ellas, cambiarle las letras a varias partes de la canción. Sin embargo, una vez en el escenario (Sleeping in My Car abría todos los shows de la gira Crash! Boom! Bang!) Roxette la cantó en su formato original. "Nosotros accedimos, pero finalmente no las cambiamos", dijo Per Gessle.
En 2002, el dúo fue acusado de plagio por el compositor sueco Stephan Malmstedt, que afirmaba que el estribillo del tema había sido tomado de una canción suya titulada "Jenny and I", escrita en 1991. Finalmente, la denuncia fue desestimada por no existir evidencias claras de la coincidencia entre ambas composiciones musicales.

## Videoclip
El videoclip de esta canción fue dirigido por Michael Geoghegan y producido por Why Not Films. El video muestra la llegada de varios vehículos a una playa de guardado de coches, con Per y Marie descendiendo de un Mustang modelo 1974. También llegan en otros vehículos los miembros de la banda que les acompaña en vivo. En el videoclip se intercalan imágenes de una pareja dentro del auto con imágenes sugerentes. En la plataforma Youtube el video ha superado las 21 millones de reproducciones.

## Letra
I'll tell you what I've done

I'll tell you what I'll do

Been driving all nite just to get close to you

Baby babe - i'm moving so fast

You'd better come on

The moon is alright 

The freeway's heading south

My heart is going boom!

There's a strange taste in my mouth

Baby babe - i'm moving real fast

So try to hold on

Try to hold on!

Sleeping in my car - I will undress you

Sleeping in my car - I will caress you

Staying in the back seat of my car making up

So come out tonight

I'll take you for a ride

This steamy ol' wagon

The radio is getting wild

Baby babe - we're moving so fast

I try to hang on

Try to hang on!

Sleeping in my car - I will undress you

Sleeping in my car - I will caress you

Staying in the back seat of my car making love oh yea!

Sleeping in my car - I will possess you

Sleeping in my car - certainly bless you

Laying in the back seat of my car making up

The night is so pretty and so young

The night is so pretty and so young 

So very young...

Sleeping in my car - I will undress you

Sleeping in my car - I will caress you

Staying in the back seat of my car making love to you

Sleeping in my car - I will possess you

Sleeping in my car - certainly bless you

Laying in the back seat of my car making up

I will undress you

I will undress you

The night is so pretty and so young

## Ranking
Alcanzó el puesto #1 in Suecia y España. Y a los Top 10 en Noruega, Suiza y Austria. Llegó al puesto #14 en Inglaterra y a los Top 20 en Australia, Alemania y Holanda. En el Billboard de Estados Unidos llegó al #50.

## Ediciones
Sleeping in My Car fue publicado como primer sencillo del álbum Crash! Boom! Bang! el 7 de marzo de 1994. Posteriormente fue incluida en los recopilatorios de Roxette:
1. 1995 Greatest Hits - Don´t bore us get to the chorus
2. 2000 Greatest Hits - Don´t bore us get to the chorus
3. 2003 The Pop Hits
4. 2006 A Collection of Roxette Hits
5. 2006 Rox Box

## Créditos[10]
- Bajo – Anders Herrlin
- Precusión – Mats Persson
- Ingenieros de sonidos – Alar Suurna, Anders Herrlin
- Guitarras – Pelle Sirén, Per Gessle
- Voces – Per Gessle & Marie Fredriksson
- Mixed By – Alar Suurna, Clarence Öfwerman, Per Gessle
- Órgano [Farfisa] – Staffan Öfwerman
- Producer – Clarence Öfwerman